# ↅ (римская цифра)
ↅ — римская цифра, появившаяся в начале нашей эры для обозначения числа 6 взамен стандартной Ⅵ (VI).

## История

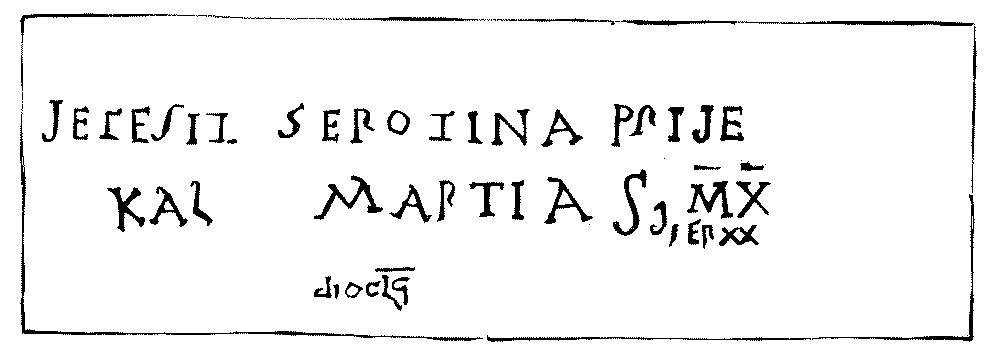
Знак в надписи, датируемой 296 годом н. э.; последняя строчка: ', то есть «шестое консульство Диоклетиана»

Знак ↅ встречается в римских цифрах начиная со II века нашей эры, в особенности в христианских надписях. Он использовался по крайней мере на протяжении следующих шести веков. Мог также образовывать составные числа: ↅⅠ (7), ↅⅡ (8), ↅⅢ (9).
Жан Мабильон полагал, что символ имеет греческое происхождение. Такого же мнения придерживались Маффеи и Наталис Де Вайи. Вильгельм Ларфельд упоминает использование греческой буквы стигма (Ϛ) в VII—VIII веках; она имела схожее начертание и также обозначала 6 в греческой системе счисления. Версия происхождения ↅ от греческой стигмы подкрепляется его использованием  в христианском контексте, так как христианство было привнесено в Рим именно греками.
В 1802 году Анджело Фумагалли выдвинул гипотезу о происхождении ↅ от курсивной лигатуры V и I, где V приняла форму одного округлого штриха, а I была присоединена к ней снизу. С ним согласны Моммзен и Жан Маллон; последний также отмечал, что подобное начертание использовалось и для обозначения сочетания букв ui в словах. 

## Кодировка
Заявка на включение символа в Юникод была подана Дэвидом Перри 1 августа 2006 года, для него было предложено название roman numeral six late form, а разместить его рекомендовалось в блоке «Числовые формы» (англ. Number Forms). 29 ноября внесение символа было одобрено Техническим комитетом Юникода, за ним была закреплена кодовая позиция U+2185. Это решение было подтверждено WG2 26 июля 2007 года. Символ был включён в Юникод в версии 5.1, вышедшей в апреле 2008 года, в соответствии с ранее принятыми решениями.